# Tom Tom Club
Tom Tom Club é uma banda de new wave formada em 1981 pela dupla Tina Weymouth e Chris Frantz, que também eram membros dos Talking Heads. A banda tem influências de vários ritmos musicais, como black music, rock e reggae.
O Tom Tom Club seguiu uma linha mais comercial que o Talking Heads, mas obteve pouco sucesso ao longo da carreira.

## Biografia
Embora nascesse como um projeto paralelo à banda liderada por David Byrne, o Tom Tom Club experimentou um relativo sucesso comercial, especialmente no início do grupo, dentre os quais há seus três maiores hits: "Genius of Love", "Under The Boardwalk" e "Wordy Rappinghood". Ambas fizeram parte do primeiro álbum da banda, Tom Tom Club. O sucesso do disco foi tamanho (capitaneado especialmente pelas duas canções, muito tocadas em clubes dos Estados Unidos), que o LP foi relançado no ano seguinte, com versões de 12 polegadas.
"Genius of Love" teve seus samples usados por vários artistas, incluindo os rappers Funkdoobiest, The Grand Master Flash and Furions Five ("It's Nasty"),  Mariah Carey (em sua canção "Fantasy") e Mark Morrison ("Return of the Mack") e Latto ("Big Energy"). Outras canções conhecidas foram o cover de "Under The Boardwalk" e "Booming and Zooming".
Com o mesmo estilo do primeiro álbum, Close to the Bone foi lançado em 1983, mas não obteve o mesmo sucesso do álbum de estreia, ainda que a faixa "Suboceana" tenha tocado nas rádios norte-americanas. Apesar do insucesso, o Tom Tom Club apareceu no documentário Stop Making Sense, de 1984.

## Álbuns
- Tom Tom Club (1981)
- Close to the Bone  (1983)
- Boom Boom Chi Boom Boom (1988)
- Boom Boom Chi Boom Boom (versão EUA) (1989)
- Dark Sneak Love Action  (1991)
- The Good, The Bad, and the Funky  (2000)
- "Sand", on Sharin in the Groove (2001)
- Live From the Clubhouse  (2001)

## Compactos
| Ano  | Canção                | Posição nas paradas musicais | Posição nas paradas musicais | Posição nas paradas musicais | Posição nas paradas musicais | Álbum                   |
| Ano  | Canção                | US Hot 100                   | US Modern Rock               | US Mainstream Rock           | UK                           | Álbum                   |
| 1981 | "Wordy Rappinghood"   |                              |                              |                              | #7                           | Tom Tom Club            |
| 1981 | "Genius of Love"      | #31                          |                              | #24                          | #65                          | Tom Tom Club            |
| 1982 | "Under The Boardwalk" |                              |                              |                              | #22                          | Tom Tom Club            |
| 1989 | "Suboceana"           |                              | #10                          |                              |                              | Boom Boom Chi Boom Boom |